# Маккефри, Энн
Энн Айнез Маккефри (англ. Anne Inez McCaffrey, 1 апреля 1926, Кембридж — 21 ноября 2011, Ирландия) — американская писательница-фантаст. Первая женщина, награждённая премиями «Хьюго» и «Небьюла».

## Биография
Родилась 1 апреля 1926 года в Кембридже, Массачусетс. Окончила Стюарт Холл (г. Стаунтон, шт. Вирджиния), Монтклэйровскую высшую школу (шт. Нью-Джерси), Рэдклифф колледж (Кембридж, Массачусетс). В 1947 году получила степень бакалавра (с отличием, славянские языки и литература). Изучала метеорологию в Университете города Дублин. Работала дизайнером и клерком в музыкальном магазине, профессионально занималась музыкой (пела оперные партии и дирижировала оркестром).
С 1954 года — профессиональный писатель. Первая публикация — «Свобода соревноваться» (1953). Секретарь-казначей Ассоциации американских писателей-фантастов (1968—1970). В 1950 году вышла замуж, имеет троих детей: Алек Энтони, родился в 1952; Тодд, родился в 1956, и Жоржанн, родившаяся в 1959. В 1970 Энн развелась, после чего эмигрировала в Ирландию.
Среди ранних произведений Маккефри выделяется роман-дебют «Восстановленная» [Restoree] (1967), героиня которого возвращается к жизни после анабиоза, а также цикл повестей о женщине-киборге, чей мозг (и, следовательно, личность) управляет звездолётом, объединённый в сборник «Корабль, который пел» [The Ship Who Sang] (1969; рус. 1993); продолжения — «Корабль-партнёр» [PartnerShip] (1992 — в соавторстве с Маргарет Болл), «Корабль, который искал» [The Ship Who Searched] (1992 — в соавторстве с Мерседес Лэки).
Первым произведением из сериала «Всадники Перна» стал небольшой рассказ «Поиск» [Weyr Search] (1968), получивший премию «Хьюго» в категории «Лучшая повесть», а весь сериал создавался на протяжении трёх десятилетий.
В 2005 году на церемонии вручения премии «Небьюла» Американская ассоциация писателей-фантастов назвала Маккефри 22-м Великим Мастером. А в 2006 она была включена в Зал славы научной фантастики.
В последнее время Маккефри проживала в графстве Уиклоу, Ирландия в доме собственного дизайна, который она называла «Драконья крепость» (Dragonhold-Underhill).

### Смерть
Энн Маккефри ушла из жизни 21 ноября 2011 примерно в 17 часов на 86-м году жизни у себя дома в Ирландии от инсульта.

## Награды и премии
- Хьюго-68[4] (за повесть «Поиск Вейра», впоследствии переработаную в 1-ю часть романа «Полёт дракона»)
- Небьюла-68[5] (за повесть «Оседлавший дракона», впоследствии переработанную во 2-ю часть романа «Полёт дракона»)
- Скайларк-76[6] (за повесть «Оседлавший дракона»)
- Гэндальф-79[7] («Белый дракон» — «Лучшая книга в жанре фэнтези»)
- Балрог-80[8] (2 премии: за роман «Барабаны Перна» и за профессиональные достижения)
- EuroCon-80[9] («Белый дракон» — лучший роман)
- British Fantasy Award-99[10] (специальная премия «Имени Карла Эдварда Вагнера»)
- Небьюла-04[11] (Грандмастер)
- Зал славы научной фантастики и фэнтези-06[12] (Свободная категория)
- Премия Роберта Хайнлайна-07[13] (Специальная премия)

### Некоторые номинации
- Хьюго-69[14] (номинация — за повесть «Оседлавший дракона», входящую в роман «Полёт дракона»)
- Хьюго-70[15] (номинация — за вторую часть романа «Корабль, который пел» — «Драматическая миссия»)
- Хьюго-72[16] (номинация — за роман «Странствия дракона»)
- Хьюго-79[17] (номинация — за роман «Белый дракон»)
- Гэндальф-80[18] (номинация «Грандмастер фэнтези»)
- Хьюго-84[19] (номинация — за роман «Морита — повелительница драконов»)

### Цикл «Всадники Перна»
Самыми известными работами Энн Маккефри являются книги по циклу «Всадники Перна», начатому ею в 1967 году. Хотя первые романы по этому циклу похожи на классическое фэнтези (драконы и общество, аналогичное обществу средневековой западной Европы), сама Энн характеризовала их как научную фантастику. С 2003 года её средний сын Тодд МакКэффри пишет романы о Перне, часть из них написана совместно с Энн. Цикл (по состоянию на 2022 год) состоит из 24 романов и двух сборников рассказов Две новеллы из первого романа, Полёт дракона, сделали МакКэффри первой женщиной, получившей Премию Хьюго, и первой женщиной, получившей Премию Небьюла.
Действие происходит на планете Перн, которую колонизировали выходцы с Земли. Они не знали, что блуждающая планета в этой системе несёт за собой проклятье — Нити, уничтожающие всё живое на своём пути. Их может остановить только камень, железо, вода и огонь. Защищая свои жизни, люди генетически модифицировали местную форму жизни — маленьких огнедышащих дракончиков и создали на их основе гигантских драконов, которые при рождении телепатически объединялись с человеком. Многие века Алая Звезда неумолимо возвращается через каждые 200 лет, и в течение следующих 50 лет всадники, рискуя собой, сражаются за жизнь на планете.
Энн Маккефри написала пятнадцать романов о Перне. Ещё восемь романов по миру Перна написал Тодд Маккефри, пять из них — в соавторстве с матерью. Для освещения жизни планеты Перн любознательным читателям Энн Маккефри также был написан ряд коротких рассказов. Сама она рекомендовала читать цикл в следующем порядке:
1. Первоначальная трилогия — «Полёт дракона», «Странствия дракона», «Белый дракон».
2. Дилогия о древнем Перне[а 1] — «Морита — повелительница драконов» и «История Нерилки».
3. Трилогия об арфистке Менолли[а 2] — «Песни Перна», «Певица Перна», «Барабаны Перна».
4. Роман «Заря драконов».
5. Романы, дополняющие первоначальную трилогию — «Отщепенцы Перна» и «Все Вейры Перна»[а 3].

Хронология создания произведений
- Поиск Вейра (декабрь 2011[а 4]) / Weyr Search (октябрь 1967) — новелла (позднее включена в роман Полёт дракона)
- Оседлавший дракона (2006[а 5]) / Dragonrider (декабрь 1967) — новелла (позднее включена в роман Полёт дракона)
- Полёт дракона (1992) / 'Dragonflight (июль 1968) — роман
- Странствия дракона (1992) / 'Dragonquest (май 1971) — роман
- Младший претендент / en:The Smallest Dragonboy[англ.] (1973) — короткая история
- A Time When (1975) — короткая история (позднее включена в роман Белый дракон)
- Песни Перна (1993) / 'Dragonsong (март 1976) — роман
- Певица Перна (1993) / 'Dragonsinger (февраль 1977) — роман
- Белый дракон (1992) / 'The White Dragon (июнь 1978) — роман
- Барабаны Перна (1993) / 'Dragondrums (март 1979) — роман
- Морита — повелительница драконов (1993) / 'Moreta: Dragonlady of Pern (ноябрь 1983) — роман
- История Нерилки (1993) / 'Nerilka's Story (март 1986) — роман
- Девушка, слышавшая драконов / en:The Girl Who Heard Dragons (1986) — новелла
- Заря драконов (1993) / 'Dragonsdawn (ноябрь 1988) — роман
- en:Dragonharper (1987) — роман Джоди Линн Най
- en:Dragonfire (1988) — роман Джоди Линн Най
- Запечатление / The Impression (ноябрь 1989) — короткая история
- Отщепенцы Перна (1993) / 'The Renegades of Pern (октябрь 1989) — роман
- Спасательная экспедиция (2002) / en:Rescue Run (август 1991) — короткая история
- Все Вейры Перна (1994) / 'All the Weyrs of Pern (19 сентября 1991) — роман
- en:Dasher (1991) — Рассказ вошёл в состав романа «Dragonsblood», автор: Тодд Маккефри
- Хроники Перна: первое Падение (2002) / 'The Chronicles of Pern: First Fall (октябрь 1993) — сборник

- Отчет об исследовании: P.E.R.N. (2002) / The P.E.R.N. Survey (сентябрь 1993) — короткая история
- Колокол Дельфинов (2002) / The Dolphin’s Bell (1993) — короткая история
- Брод Рэда Ханрахана (2002) / The Ford of Red Hanrahan (1993) — короткая история
- Второй Вейр (2002) / The Second Weyr — короткая история (1993)
- Спасательная экспедиция (2002) / Rescue Run (август 1991) — короткая история

- Дельфины Перна (2002) / 'The Dolphins of Pern (6 сентября 1994) — роман
- Глаз дракона (2002) [Восход Алой Звезды] / 'Dragonseye (август 1996) [Red Star Rising] — роман
- A Diversity of Dragons (1997) — роман[24]
- Мастер-арфист (2003) / 'The Masterharper of Pern (12 января 1998) — роман
- Скороходы Перна (1999[а 6]) / en:Runner of Pern (1998) — короткая история
- Небеса Перна (2003) / 'The Skies of Pern (3 апреля 2001) — роман
- en:A Gift of Dragons (2002) — сборник

- Младший претендент / en:The Smallest Dragonboy (1973) — короткая история
- Девушка, слышавшая драконов / en:The Girl Who Heard Dragons (1986) — новелла
- Скороходы Перна (1999) / en:Runner of Pern (1998) — короткая история
- Неразлучная пара / en:Ever the Twain (2002) — короткая история

- Драконий родич (2005) / 'Dragon's Kin (ноябрь 2003) — роман, соавтор: Тодд Маккефри
- По ту сторону Промежутка (2006[а 7]) / Beyond Between (30 декабря 2003) — короткая история
- Кровь драконов (2006) / 'Dragonsblood (25 января 2005) — роман, автор: Тодд Маккефри
- Драконье пламя (2008) / en:Dragon's Fire (11 июля 2006) — роман, соавтор: Тодд Маккефри
- Арфист драконов / en:Dragon Harper (26 декабря 2007) — роман, соавтор: Тодд Маккефри
- en:Dragonheart (2008) — роман, автор: Тодд Маккефри
- en:Dragongirl (июль 2010) — роман, автор: Тодд Маккефри
- en:Dragon's Time (июнь 2011) — роман, соавтор: Тодд Маккефри
- en:Sky Dragons (2012) — роман, соавтор: Тодд Маккефри
- en:Dragon’s Code (2018) — роман, автор: Gigi McCaffrey

After the Fall — роман, запланированный Энн Маккефри, действие которого происходит после событий романа Небеса Перна. Однако при её жизни так и не был закончен из-за проблем со здоровьем.

### Цикл «Сага о живых кораблях»
В 1960-х был создан первоначальный цикл новелл о Хельве, которая стала «мозгом» космического корабля Х-834:
- Корабль, который пел (1993) / 'The Ship Who Sang (1969) — сборник, включающий 6 рассказов

- Корабль, который пел / The Ship Who Sang (апрель 1961)
- Корабль, который скорбел / She Ship Who Mourned (март 1966)
- Корабль, который убивал / The Ship Who Killed (октябрь 1966)
- Драматический полёт / Dramatic Mission (июнь 1969)
- Корабль, который побеждал / The Ship Who Disappeared (март 1969)
- Корабль, который обрел партнера / The Partner Ship (1969)

Позднее Энн Маккефри также написала ещё две новеллы о Хельве:
- Honeymoon (1977)
- Корабль, который вернулся (2001[а 8]) / The Ship Who Returned (май 1999)

В 1990-х Маккефри написала четыре романа-продолжения в сотрудничестве с четырьмя соавторами: Маргарет Болл, Мерседес Лэки, Джоди Линн Най и Стивеном Майклом Стирлингом. Так же было выпущено ещё две книги: Джоди Линн Най и С. М. Стирлинг издали собственные романы.
В соавторстве:
- Корабль-партнёр (2007) / Partnership (1992) — Соавтор: Маргарет Болл
- Корабль, который искал (2007) / en:The Ship Who Searched (1992) — Соавтор: Мерседес Лэки
- Город, который боролся (2008) / The City Who Fought (1993) — Соавтор: С. М. Стирлинг
- The Ship Who Won (1994) — Соавтор: Джоди Линн Най

Без участия Энн:
- The Ship Errant (1996) — Автор: Джоди Линн Най
- The Ship Avenged (1997) — Автор: С. М. Стирлинг

### Цикл «Ирета»

#### Серия «Планета динозавров»
Ирета — планета с атмосферой, растительностью и животными, обнаруженная на границе исследованного космоса. Но с каждым новым открытием, совершённым группой учёных, высадившихся на планету, появляется всё больше вопросов.
- Планета динозавров I (1997) / en:Dinosaur Planet (1978)
- Планета динозавров II (1997) / 'Dinosaur Planet Survivors (1984)

#### Серия «Космические пираты (Планета пиратов)»
Три романа, написанные Энн Маккефри в соавторстве с Элизабет Мун и Джоди Линн Най, шире раскрывают мир космической Федерации Планет, упоминаемый в дилогии «Планета динозавров».
- Сассинак (1997) / en:Sassinak (март 1990) — Соавтор: Джоди Линн Най
- Смерть по имени сон (1998) / en:The Death of Sleep (июль 1990) — Соавтор: Элизабет Мун
- Поколение воинов (1998) / en:Generation Warriors (март 1991) — Соавтор: Элизабет Мун

### Серия «Певцы кристаллов»
Трилогия про девушку по имени Килашандра, ставшую Певицей Кристалла. Певцы занимаются добычей уникальных кристаллов, которые являются ключевым элементом в системах межзвёздных коммуникаций в космической Федерации. Но Кристальное Пение оказывается не только прибыльным, но и очень опасным занятием.
- Певцы Кристаллов (1997) / en:Crystal Singer (февраль 1982) — сборник, включающий в себя четыре новеллы, написанные с 1974 по 1975 г.
- Килашандра / Killashandra (1985)
- Crystal Line (1992)

### Серия «The Coelura»
Ещё одна дилогия, действие которой происходит в космической Федерации Планет.
- The Coelura (1983)
- Nimisha’s Ship (1998)

### Цикл «Таланты»
Долгожданное признание и должная оценка паранормальных психических способностей, которые издавна считались несуществующими, были получены. Парапсихические способности были переведены из области софистики в науку. Люди, обладающие Талантами, стали неотъемлемой и важной частью нового мира.

#### Серия «Таланты»
- Полет Пегаса / en:To Ride Pegasus (август 1973) — сборник, включающий 4 рассказа

- Верхом на Пегасе / To Ride Pegasus (август 1973)
- Женский Талант / A Womanly Talent (февраль 1969)
- Яблоко / Apple (1969)
- Узда для Пегаса / A Bridle for Pegasus (июль 1973)

- en:Pegasus in Flight (1990)
- en:Pegasus in Space (2000)

#### Серия «Башня и Рой»
- Ровена (1996) / en:The Rowan (март 1990)
- Дамия (1996) / en:Damia (март 1991)
- en:Damia's Children (1993)
- en:Lyon's Pride (1994)
- en:The Tower and the Hive (1999)

#### Серия «Корабельные коты»
- Catalyst (2010) — Соавтор: Элизабет Энн Скарборо
- Catacombs (декабрь 2010) — Соавтор: Элизабет Энн Скарборо

### Цикл «Планета Сурс»
Разум во Вселенной принимает самые невероятные формы. В том, что планета Сурс разумна и способна общаться с людьми, майор запаса Яна Мэддок убедилась на собственном опыте.

#### Серия «Планета Сурс»
- Майор запаса (2000) / Powers That Be (1993) — Соавтор: Элизабет Энн Скарборо
- Планета под следствием (2000) / Power Lines (1994) — Соавтор: Элизабет Энн Скарборо
- Ловушка для пиратов (2000) / Power Play (1995) — Соавтор: Элизабет Энн Скарборо

#### Серия «The Twins of Petaybee»
- Changelings (2005) — Соавтор: Элизабет Энн Скарборо
- Maelstrom (2006) — Соавтор: Элизабет Энн Скарборо
- Deluge (2008) — Соавтор: Элизабет Энн Скарборо

### Цикл «Свобода»
Земля захвачена агрессивными инопланетянами. Несогласных с новой властью выселяют на планеты, подлежащие колонизации, где люди и представители иных рас, чьи миры порабощены зловещими эоси, — должны либо выжить, либо умереть. У тех, кто им противостоит, остаётся выбор: погибнуть — или стать свободными.
- Земля свободы (2007) / Freedom’s Landing (1995)
- Выбор свободных (2007) / Freedom’s Choice (1996)
- Freedom’s Challenge (1998)
- Freedom’s Ransom (2002)

### Цикл «Акорна»
Спасательная капсула, найденная в поясе астероидов, меняет жизнь и судьбы множества людей. Ведь в ней — ребёнок легендарной расы единорогов, наделённых уникальными возможностями и, по преданиям, способных приносить счастье и богатство тому, с кем он подружится.

#### Серия «Акорна»
- Наследница единорогов (2003) / en:Acorna: The Unicorn Girl (1997) — Соавтор: Маргарет Болл[англ.]
- Поиски Акорны (2003) / en:Acorna's Quest (1998) — Соавтор: Маргарет Болл
- Народ Акорны (2003) / en:Acorna's People (июль 1999) — Соавтор: Элизабет Энн Скарборо
- Мир Акорны (2003) / en:Acorna's World (2000) — Соавтор: Элизабет Энн Скарборо
- Миссия Акорны (2006) / en:Acorna's Search (2001) — Соавтор: Элизабет Энн Скарборо
- Мятежники Акорны (2006) / en:Acorna's Rebels (2003) — Соавтор: Элизабет Энн Скарборо
- Триумф Акорны (2006) / en:Acorna's Triumph (2004) — Соавтор: Элизабет Энн Скарборо

#### Серия «Дети Акорны»
- en:First Warning (novel) (2005) — Соавтор: Элизабет Энн Скарборо
- Second Wave (2006) — Соавтор: Элизабет Энн Скарборо
- Third Watch (2007) — Соавтор: Элизабет Энн Скарборо

### Цикл «Дьюна»
В истории космической экспансии человечества был один позорный эпизод, который закончился уничтожением иной разумной расы, с тех пор каждая планета, которая предназначена для колонизации, тщательно обследуется на предмет разумных существ. Каково было удивление землян-колонистов, прилетевших на Дюну и обнаруживших там разумных существ.
- Спор о Дьюне (1993) / Decision at Doona (1969)
- Crisis on Doona (1992) — Соавтор: Джоди Линн Най
- Treaty at Doona (1994) — Соавтор: Джоди Линн Най

### Прочее

#### Межавторский цикл «Боевой флот /Fleet»
Цикл из 8 антологий под редакцией Дэвида Дрейка и Билла Фоссетта (Bill Fawcett) связанных единой сюжетной линией. Энн Маккефри написала рассказы для трёх антологий из этого цикла.
- Антология № 1 — Флот (1996) / The Fleet (1988)

- Долг зовет / Duty Calls

- Антология № 4 — Союзники (1996) / Sworn Allies (1990)

- Шалтай-Болтай / A Sleeping Humpty Dumpty Beauty

- Антология № 5 — Война (1996) / Total War (1990)

- Мандалей / The Mandalay Cure

### Игры
По книгам Маккефри вышло три игры:
- Dragonriders: Chronicles of Pern
- Freedom: First Resistance
- Dragonriders of Pern